# Franz von Sickingen
Franz von Sickingen (Bad Kreuznach, 2 de março de 1481 - Landstuhl, 7 de maio de 1523) foi um cavalheiro alemão, uma das figuras mais notáveis do primeiro período da Reforma.

## Biografia
Nasceu no castelo Ebernburg perto da cidade de Bad Kreuznach. Tendo lutado a serviço do Imperador Maximiliano contra a República de Veneza em 1508, herdou grandes propriedades no Reno, aumentando sua riqueza e reputação pelos métodos questionáveis.
Em 1513 assumiu a disputa de Balthasar Schlör, um cidadão que havia sido banido de Worms, atacando a cidade com sete mil homens. Apesar da proibição imperial, devastou suas terras, interceptou seu comércio, e só interrompeu as hostilidades quando suas reivindicações foram atendidas.
Fez guerra contra Antoine, Duque de Lorraine, e compeliu Philip, landgrave de Hesse, a lhe pagar 35 000 gulden.
Em 1518 interferiu num conflito civil em Metz, ostensivamente apoiando os cidadãos contra a oligarquia administrativa. Conduziu uma tropa de vinte mil homens contra a cidade, compelindo os magistrados a lhe pagarem 20 000 guldens de ouro, além do soldo de um mês para suas tropas. Neste mesmo ano teve sua proibição revogada pelo Imperador, tomando parte na Liga da Suábia contra Ulrich, Duque de Württemberg.